# Gämsen
Die Gämsen (Rupicapra) sind eine Gattung der Säugetiere aus der Tribus der Ziegenartigen, innerhalb der Familie der Hornträger (Bovidae). Die Gattung enthält sechs Arten, die die Hochgebirge im südlichen Europa und in Vorderasien bis zum Kaukasus bewohnen.

## Merkmale
Gämsen sind relativ kleine, ziegenartige Huftiere mit kräftiger Gestalt. Sie sind zierlicher als Steinböcke. Beide Geschlechter haben ein aufrechtes und an den Spitzen hakenförmig nach hinten und unten gekrümmtes Gehörn, das mit 15 bis 20 Zentimeter recht klein ist. Gämsen haben 32 Zähne (0/3, 0/1, 3/3, 3/3).

## Verbreitung und Lebensraum

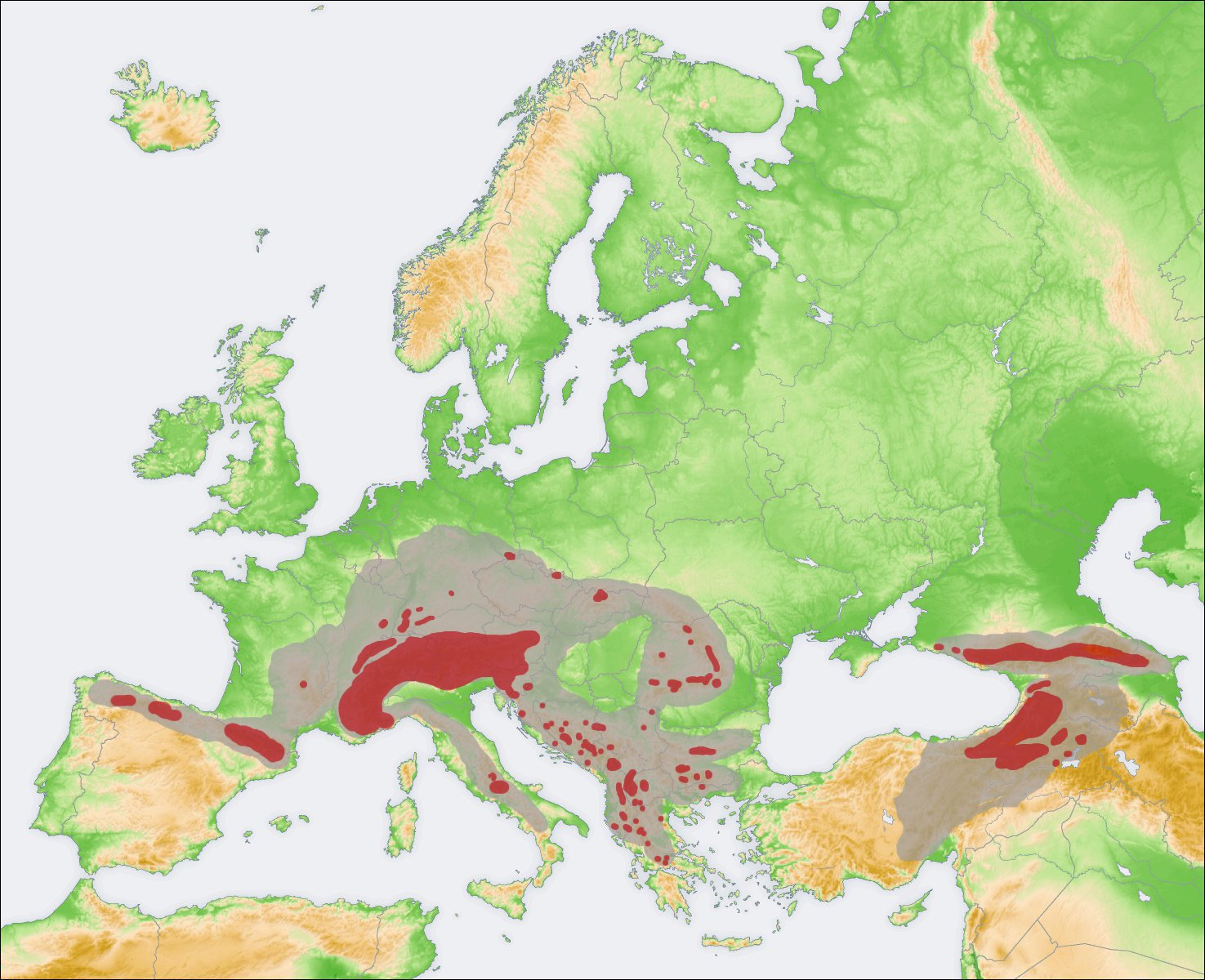
Verbreitungsgebiet der Gämsen (Rupicapra) im Pleistozän (grau) und heute (rot)

Gämsen kommen in zahlreichen, voneinander geografisch isolierten (disjunkten) Verbreitungsgebieten in den Hochgebirgen Europas und Vorderasiens bis zum Kaukasus vor. Sie wurden darüber hinaus in einigen europäischen Mittelgebirgen sowie in Neuseeland und Argentinien eingebürgert. Die Tiere bewohnen überwiegend steile und felsige Habitate, im Sommer meist oberhalb der Baumgrenze.

## Lebensweise
In der Brunftzeit Ende Herbst finden zwischen den Männchen ungestüme Verfolgungsjagden statt. Die Tragzeit beträgt 170 Tage. Die Weibchen werfen im Frühjahr in der Regel ein Junges.

## Systematik
Eine Revision der Hornträger aus dem Jahr 2011 unterscheidet insgesamt sechs Arten:
- Anatolische Gämse oder Kleinasien-Gämse (Rupicapra asiatica Lydekker, 1908)
- Karpaten-Gämse (Rupicapra carpatica Couturier, 1938)
- Abruzzen-Gämse (Rupicapra ornata Neumann, 1899)
- Kantabrische Gämse (Rupicapra parva Cabrera, 1911)
- Pyrenäen-Gämse (Rupicapra pyrenaica Bonaparte, 1845)
- Gämse oder Alpengämse (Rupicapra rupicapra (Linnaeus, 1758))

Zuvor wurden die Gämsen in lediglich zwei Arten aufgeteilt: die eigentliche Gämse mit sieben und die Pyrenäen-Gämse mit drei Unterarten. Molekulargenetischen Untersuchungen zufolge lassen sich die europäischen Gämsen in drei Kladen differenzieren. Zur östlichen Gruppe zählt die eigentliche Gämse und ihre Unterarten (Alpengämse, Balkangämse und Tatragämse), die westliche umfasst die Pyrenäen-Gämse. Die zentrale Gruppe wiederum setzt sich aus der Abruzzen-Gämse und der Chartreuse-Gämse zusammen. Letztere wurde weitgehend als Unterart der eigentlichen Gämse betrachtet, erstere stand ursprünglich der Pyrenäen-Gämse näher. Die Trennung der drei Linien fand bereits im Unteren Pleistozän statt.